# Йямсянйоки
Йямсянйоки (ранее Ямсянйоки) (фин. Jämsänjoki) — река в Центральной Финляндии, вытекающая из озера Канкарисвеси, являющееся частью водной акватории реки Кюмийоки на севере страны. Река пересекает центр городов Йямся и Йямсянкоски и впадает в озеро Пяййянне, второе по величине озеро в Финляндии.
Длина реки 15 км, площадь водосбора — 1448,3 км². Но несмотря на свою небольшую протяжённость, река всегда имела большое хозяйственное и культурное значение в регионе близлежащих городов и деревень.
В районе Коскенпяя и Йямсянкоски река перегорожена плотинами электростанций, поставляющих энергию одному из крупнейших бумажных заводов Финляндии UPM Yhtyneet Paperitehtaat Jämsänkoski.